# Heraclia pentelia
Heraclia pentelia är en fjärilsart som beskrevs av Druce 1887. Heraclia pentelia ingår i släktet Heraclia och familjen nattflyn. Inga underarter finns listade i Catalogue of Life.